# Bitwa nad Niemnem

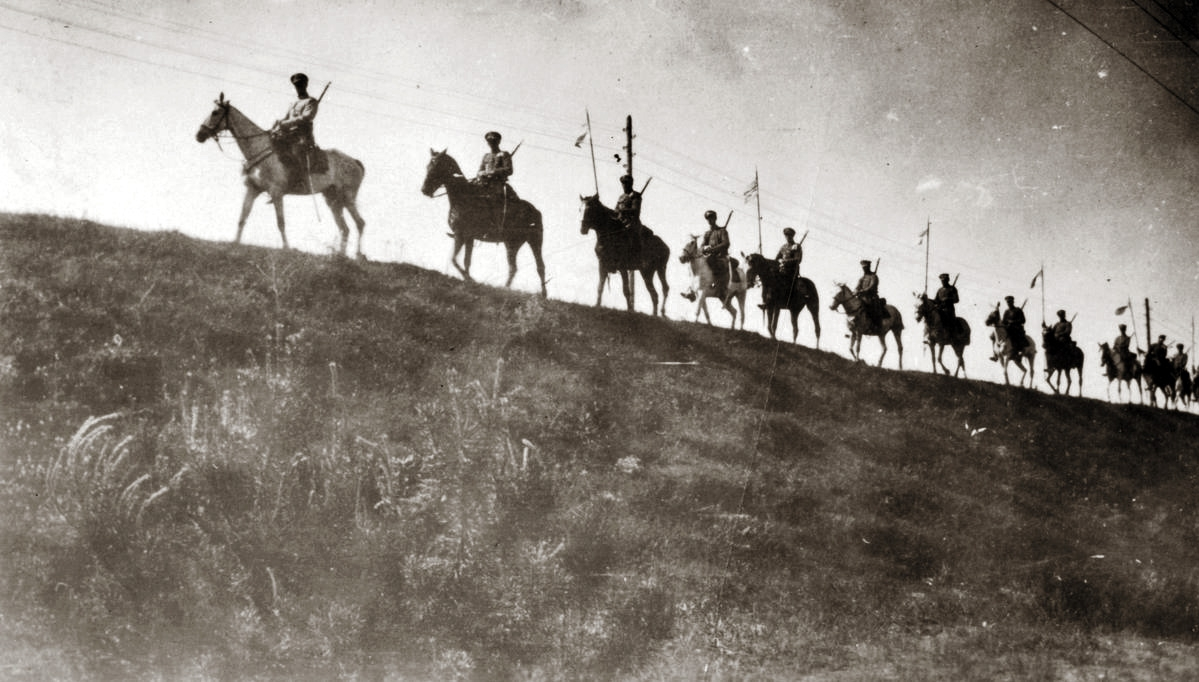
Kawaleria polska, bitwa nad Niemnem, wrzesień 1920

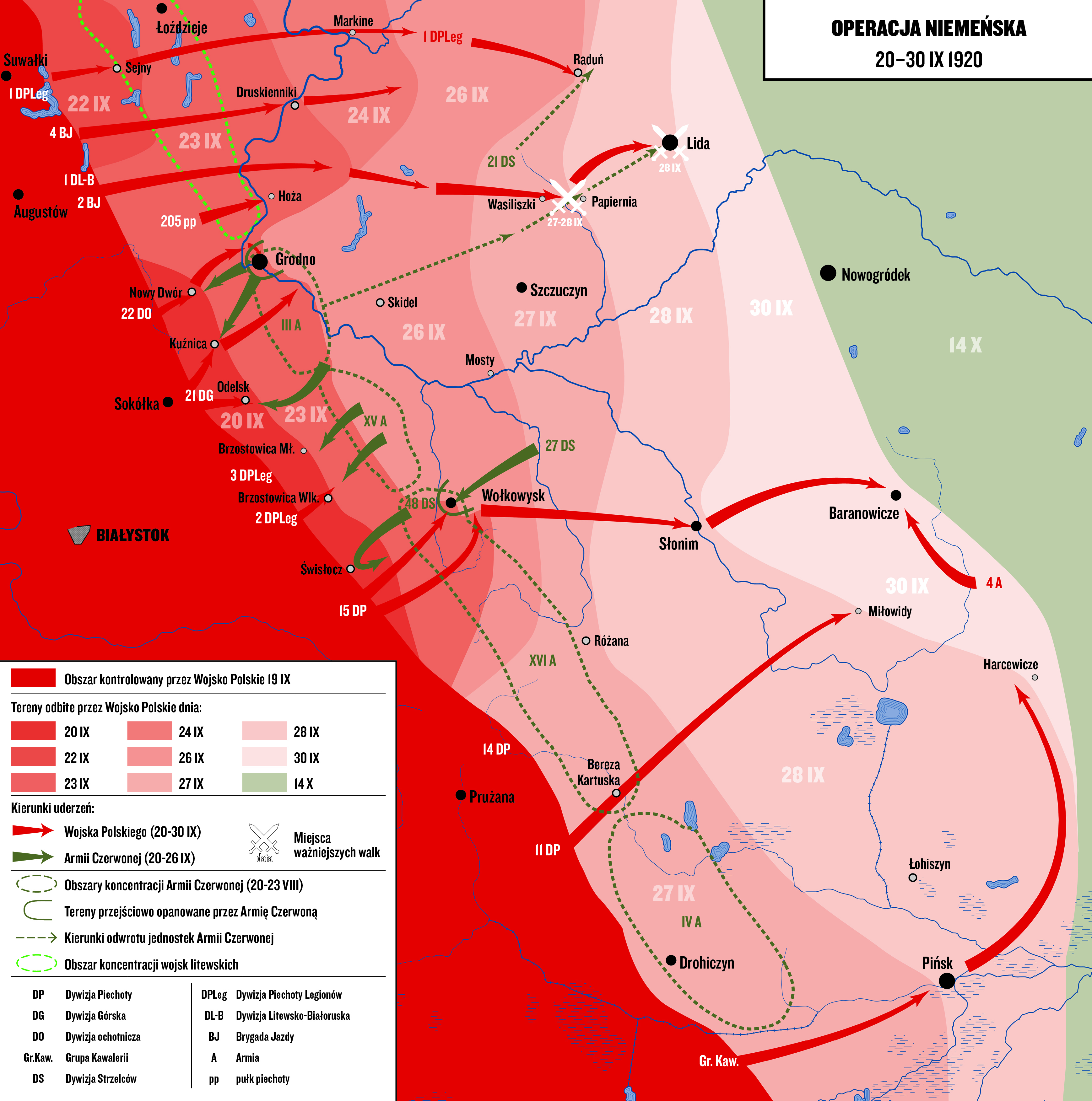
Przebieg operacji niemeńskiej

Bitwa nad Niemnem – decydująca bitwa wojny polsko-bolszewickiej, stoczona w dniach 20–26 września (niektóre źródła podają, że do 28 września) 1920 roku. Był to drugi zasadniczy sukces militarny Wojska Polskiego w kontrofensywie przeciw Armii Czerwonej po Bitwie Warszawskiej.

## Sytuacja przed bitwą
Zwycięstwo Wojska Polskiego w Bitwie Warszawskiej w sierpniu 1920 roku zadało strategiczny cios Armii Czerwonej i pozwoliło przejąć inicjatywę stronie polskiej. To osiągnięcie nie zakończyło jednak wojny ani przesądziło ostatecznie o jej wyniku.
W polskiej historiografii najbardziej utrwaloną nazwą bitwy jest bitwa niemeńska. Takiej nazwie sprzeciwia się profesor Lech Wyszczelski, który zamiast niej proponuje nazwę Operacja niemeńska. Jak podkreśla, to w istocie wiele osobnych bitew o wymiarze taktycznym i etap działań pościgowych.

## Przygotowania stron

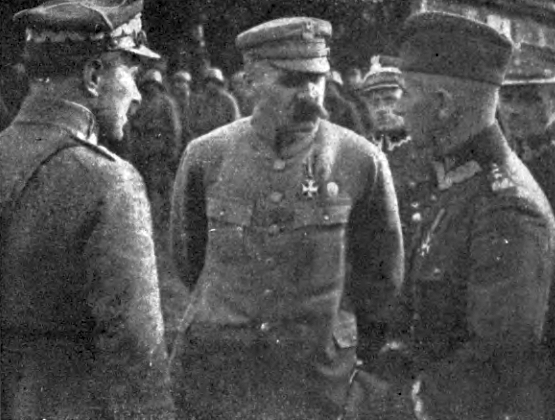
Naczelny Wódz Józef Piłsudski oraz gen. Edward Śmigły-Rydz 3 tygodnie przed bitwą niemeńską

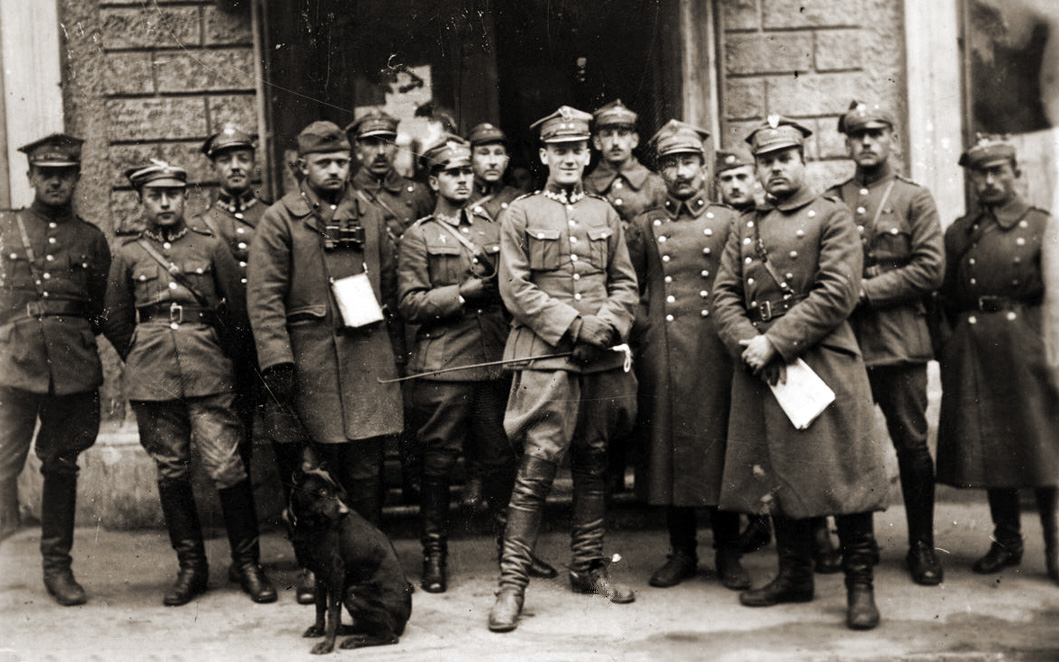
Oficerowie Oddziału Wydzielonego ppłk. Gustawa Paszkiewicza (w środku ze szpicrutą) (55. i 56. pp, 2. i 3. dyon 14. pap, 3. komp. 14. baonu saperów) po ponownym zajęciu Mińska. 15 X 1920.

Po klęsce pod Warszawą, dowódca bolszewickiego Frontu Zachodniego Michaił Tuchaczewski wycofał swoje wojska na linię rzek Niemna, Szczary i Świsłoczy. Zameldował Leninowi, że klęska pod stolicą Polski nie przesądza o przegranej wojnie. Tuchaczewski nie zdawał sobie sprawy z tego, jak bardzo zmieniła się sytuacja. Był przekonany o zwycięstwie, bowiem jego zdaniem Polacy w kontrofensywę włożyli całą energię wyczerpując swoje siły.
Bitwa Warszawska nie przyniosła ostatecznego rozbicia armii bolszewickich Frontu Zachodniego. W miarę pomyślnego przebiegu wydarzeń dla wojsk polskich, Piłsudski spotykał się z dezaprobatą działań ofensywnych ze strony państw zachodnich. Zachodni politycy byli przeciwni dalekiemu terytorialnemu zasięgowi państwa polskiego. Najistotniejszym tego powodem była obawa przed zbyt dużymi wpływami Warszawy w tym regionie Europy i osłabienie Rosji będącej niedawnym sojusznikiem Anglii i Francji. Zakładali oni, że rewolucyjny zryw w Rosji szybko się skończy i w związku z tym należało liczyć się z dawnymi zobowiązaniami wobec przedstawicieli „białych”, dążących do zachowania całości terytorium.
Marszałek Piłsudski już 24 sierpnia rozpoczął pracę nad przegrupowaniem polskich wojsk. Dostrzegał konieczność stoczenia jeszcze jednej walnej bitwy, która ostatecznie doprowadzi do zwycięstwa. Po osiągnięciu przez oddziały polskie granicy Prus Wschodnich, prawe skrzydło wojsk polskich nie miało dostatecznej osłony i było narażone na uderzenie tych dywizji Tuchaczewskiego, które uniknęły pogromu i zaczęły koncentrować się w rejonie: Kamieniec Litewski, Białowieża, Brzostowica, Grodno. 3 Armia znajdowała się w okolicach Grodna, 15 Armia na północny zachód od Wołkowyska, 16 Armia na terenie Białowieży, a 4 Armia na kierunku brzeskim. Zamysł operacji Piłsudskiego polegał na obejściu wojsk Tuchaczewskiego od strony północnej, wyjściu na ich tyły w okolicach Lidy i zepchnięcie na bagna Polesia. Główne zadanie przypadało 2 Armii gen. E. Rydza Śmigłego i wydzielonej z jej składu Grupie Manewrowej (zwanej też Uderzeniową i Grupą Północną). Grupę tę miały tworzyć: 1 Dywizja Piechoty Legionów gen. Stefana Dąb-Biernackiego, 1 Dywizja Litewsko-Białoruska – gen. Jana Rządkowskiego, 2 Brygada Jazdy gen. Zdzisława Kosteckiego (później gen. Stefana Strzemińskiego) i 4 Brygada Jazdy ppłk. Adama Nieniewskiego. Działanie grup manewrowych dotychczas znajdowało powodzenie (manewr znad Wieprza), stąd optymistyczne założenia Piłsudskiego. Grupa Manewrowa miała uderzyć najpierw na wojska litewskie ulokowane pod Sejnami, przełamać ich pozycje obronne i wyjść nad Niemen, tam uchwycić przeprawy pod Druskiennikami i następnie nacierać na Lidę. Pozostałe związki taktyczne 2 Armii (tzw. Grupa Centralna w składzie: 21 Dywizja Piechoty Górskiej, 22 Dywizja Ochotnicza i 3 Dywizja Piechoty Legionów), miały nacierać z kierunku zachodniego, wypierać wojska bolszewickie za Niemen, opanować Grodno i większe mosty na Niemnie w pasie działania. 4 Armia gen. Leonarda Skierskiego miała nacierać na Wołkowysk, aby utwierdzać bolszewików, że zadaniem głównym wojsk polskich jest przełamanie w centrum frontu.
27 sierpnia Piłsudski wydał rozkaz przegrupowania całości sił polskich. 4 Armia została dyslokowana w rejon Brześcia Litewskiego, a związki 2 Armii przesunęły się ku północy i obsadziły nowe linie frontu na północ od Białegostoku. Przegrupowanie zostało zakończone ok. 10 września. Front Polski rozciągał się od Suwałk, po Brzostowicę, Prużany i błota poleskie na wschód od Kobrynia.
10 września w Brześciu, gdzie mieściła się Kwatera Główna Naczelnego Wodza, Piłsudski zapoznał po raz pierwszy ze swoim planem dowódców 2 i 4 Armii. Operację przeprowadzić miała 2 Armia oraz 4 Armia, tak jak w zamyśle operacji. Posiadały one razem w stanie bojowym 67 tys. żołnierzy. Polacy dysponowali jeszcze 30 tys. odwodem stacjonującym w głębi kraju. Siły polskie uderzyć miały na Grodno i Wołkowysk. Jednocześnie Grupa Manewrowa 2 Armii miała przemaszerować przez terytorium Litwy i wedrzeć się na głębokie tyły wojsk bolszewickich na wysokości Wasyliszek i Lidy. Tak sformułowane zadania wymagały bardzo szybkiego działania utrzymanego w głębokiej tajemnicy. W tym celu pozostawiono wszelkie tabory, a wojska maszerować miały nocami. Działania wymagały też dezinformacji nie tylko przeciwnika, ale i mocarstw zachodnich. Naruszano neutralność, oficjalnie zadeklarowaną przez Wilno w wojnie polsko-bolszewickiej (praktycznie wspierała ona Rosję Sowiecką). Polscy dowódcy, zdając sobie sprawę z oporu Litwinów przygotowali moralnie swoich żołnierzy do czekających ich walk. Między innymi płk Stefan Dąb-Biernacki w rozkazie do żołnierzy 1 DPLeg. stwierdzał: „(...) Żołnierze jeśli idziecie w pole przeciwko Litwinom, nie idziecie z nienawiścią, jak przeciwko wrogowi śmiertelnemu, lecz przeciw braciom zbłąkanym”.
Sprecyzowanie zadań nastąpiło w dniu 19 września 1920 w rozkazie Naczelnego Wodza z dnia 19 września 1920 r.

### Przygotowania Tuchaczewskiego
26 sierpnia Front Zachodni Michaiła Tuchaczewskiego obsadził linie rzek Niemen, Szczara i Świsłocz. Z głębi Rosji ściągano posiłki. W ciągu trzech tygodni odbudował, dzięki uzupełnieniom, swoje armie i rozpoczął przygotowania do kolejnej ofensywy. Odtworzono niemal wszystkie dywizje rozbite nad Wisłą. Pod dowództwem Tuchaczewskiego znalazło się ok. 73 tys. żołnierzy i 220 dział. Głównodowodzący Armią Czerwoną Siergiej Kamieniew, nakazał przygotować nową ofensywę; termin jej rozpoczęcia wyznaczono pierwotnie na 25 września.
Dowódca Frontu zamierzał przeprowadzić atak siłami trzech armii, zająć Białystok i Brześć, a następnie uderzyć w kierunku Lublina. Uderzenie miały wykonać: 3 Armia Władimira Łazariewicza (sześć dywizji), 15 Armia Augusta Korka (cztery dywizje) i 16 Armia Nikołaja Sołłohuba (cztery dywizje).
Tuchaczewski liczył również na dalsze posiłki ściągane z frontu fińskiego.

#### Położenie wojsk
3 Armia Łazariewicza (północne skrzydło Frontu Zachodniego)
- trzema dywizjami (5, 6, 56 Dywizja Strzelców) obsadzała rubież od granicy litewskiej po Świsłocz
- w odwodzie posiadała 2, 21 Dywizję Strzelców oraz 33 Dywizję Kubańską

15 Armia Augusta Korka (centrum ugrupowania Frontu)
- 1 rzut – 11 i 16 Dywizja Strzelców obsadziły Świsłocz
- odwód tworzyły 27 Omska Dywizja Strzelecka i Oddział „Wochra”

16 Armia Nikołaja Sołłohuba
- 1 rzut – 17 i 48 Dywizja Strzelców zajęły pozycje na południe od Świsłoczy
- 8 i 10 Dywizja Strzelców stanowiła odwód Armii.

4 Armia – (południowe skrzydło Frontu Zachodniego)
- 17 Dywizja Kawalerii oraz 19, 55, 57 Dywizje Strzelców osłaniały kierunek piński.

### Przygotowania wojsk polskich
10 września w Kwaterze Głównej Naczelnego Wodza w Brześciu na odprawie dowództw 2 i 4 Armii Józef Piłsudski przedstawił założenia operacyjne do bitwy nad Niemnem i Szczarą.
Plan zakładał natarcie w kierunku na Grodno i Wołkowysk wiążące siły główne przeciwnika. Jednocześnie grupa uderzeniowa 2 Armii miała szybkim marszem przeciąć skrawek terytorium litewskiego i wyjść na głębokie tyły oddziałów Armii Czerwonej toczących bój o utrzymanie linii Niemna.
Rozkaz Kwatery Głównej z 19 września sprecyzował zadania armii, grup operacyjnych i poszczególnych jednostek. Do przeprowadzenia operacji wyznaczono:
- 2 Armię gen. Edwarda Śmigłego-Rydza w składzie: 1 DP Leg, 3 DP Leg, 17 DP Wielkopolskiej, 21 Dywizja Górska, 22 Dywizja Ochotnicza, 1 Dywizja Litewsko-Białoruska, 2 i 4 Brygada Jazdy, Grupa Artylerii Ciężkiej.
- 4 Armię (Wielkopolską) gen. Leonarda Skierskiego w składzie 11 DP, 14 DP Wielkopolskiej, 15 DP Wielkopolskiej, 16 Pomorska Dywizja Piechoty.

Obie armie polskie liczyły około 67 tys. żołnierzy i 432 działa.

#### Zadania wojsk
2 Armia Rydza Śmigłego
- lewe skrzydło Armii – północna Grupa Uderzeniowa (Manewrowa) (grupa skrzydłowa) – 1 Dywizja Piechoty Legionów i 1 Dywizji Litewsko-Białoruska oraz 2 i 4 Brygada Jazdy miała przeprowadzić natarcie po osi Sejny – Druskieniki, dokonać obejścia przez terytorium Litwy, a następnie, wykorzystując powodzenie sił głównych Armii na kierunku grodzieńskim, maszerować na Lidę;
- 17 Dywizja Piechoty Wielkopolskiej osłaniała Suwalszczyznę przed ewentualnym atakiem wojsk litewskich
- centrum 2 Armii: 21 i 22 dywizje wsparte Grupą Artylerii Ciężkiej nacierać miały na Grodno
- prawe skrzydło Armii: 3 Dywizja Piechoty Legionów otrzymała rozkaz opanowania przepraw na Niemnie w okolicach Mostów

4 Armia Skierskiego
- Główne zadanie miało do wykonania lewe skrzydło 4 Armii składające się z 15 Dywizji Piechoty pod dowództwem Władysława Junga i XXIX Brygady Piechoty Stanisława Wrzalińskiego. Siły te miały opanować w ciągu dwóch dni po rozpoczęciu natarcia Wołkowysk, ważny węzeł kolejowy na linii Białystok – Lida i Białystok – Baranowicze zaś centrum składające się z 14 Dywizji Piechoty i prawe skrzydło (11 i 16 Dywizja Piechoty), miało być w gotowości do zamknięcia pierścienia okrążenia od strony południowej.

## Działania zbrojne

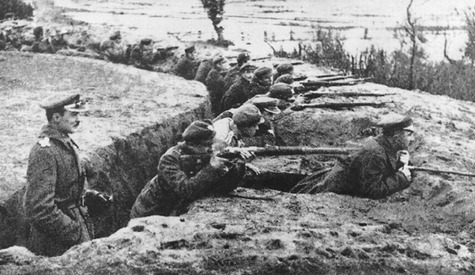
Okopy polskie na Białorusi

### Walki o Grodno
W czasie przygotowania do operacji zadanie zdobycia Grodna powierzono siłom głównym 2 Armii – dwóm dywizjom piechoty z artylerią ciężką. 20 września Grupa Operacyjna: 21 Dywizja Górska gen. Andrzeja Galicy i 22 Dywizja Ochotnicza płk. Adama Koca wsparte Grupą Artylerii Ciężkiej gen. Ignacego Ledóchowskiego (11600 żołnierzy i 107 dział) zebrały się pod osłoną lasów augustowskich i uderzyły na 5 i 6 Dywizję Strzelców, by poprawić położenie oddziałów i stworzyć optymalne warunki do natarcia.
Zaskoczenie Rosjan było całkowite. Wycofali się oni pośpiesznie w stronę fortów Grodna. 22 DOchot. podeszła pod forty Grodna, 21 DGór. opanowała Kuźnicę. Tuchaczewski polskie uderzenie przyjął za początek ofensywy na Grodno i wydał rozkaz ściągnięcia odwodów armijnych i zatrzymania Polaków. W dniu 21 września przeciwnatarcie przeprowadziły 5 DS na Kuźnicę i 6 DP na Nowy Dwór. Zakończyło się ono niepowodzeniem. Do zaciętych walk doszło pod Odelskiem, gdzie kontratakujący uderzali w prawe skrzydło dywizji gen. Galicy.
22 września gen. Galica i płk Koc otrzymali telegram Kwatery Głównej, że jest to pierwszy dzień ogólnej ofensywy. Zarówno Galica, jak i Koc nie mogli przejść do natarcia, bo inicjatywa była po stronie przeciwnika. Sytuacja była jednak na tyle korzystna, że Sowieci zaangażowani w walki pod Grodnem z 21 i 22 dywizją oraz 3 DPLeg. pod Brzostowicą Wielką nie rozpoznali przygotowań do ataku Grupy Manewrowej na północy.
23 września obie strony przeszły do uderzeń. 21 DGór. walczyła o opanowanie przepraw na Niemnie pod Konatowem (płd. Grodno), 22 DOchot. po uchwyceniu przepraw pod Ballą, okrążała Grodno od północy. Działający na lewym skrzydle 205 pp (dowódca mjr Bernard Mond) z dwoma dywizjonami artylerii w nocy 22/23 września uchwycił uszkodzony przez Litwinów most pod Hożą i rozpoczął przeprawę. Po południu wiadomość o przeprawie Monda dotarła, przez lotnika, do sztabu 2 Armii, gdzie oczekiwano rezultatów walk pod Grodnem, od których Piłsudski uzależniał atak Grupy Manewrowej na głębokie tyły sowieckie. Gen Śmigły-Rydz o 16.30 wydał rozkaz, który 2 Brygadę Jazdy kierował na Grodno z zadaniem połączenia się z 205 pp.
Wieczorem 24 września pod Nowym Dworem poddał się Polakom 49 ps. Sztab Łazariewicza 24 września otrzymał pierwsze informacje o pojawieniu się grupy Manewrowej pod Druskiennikami. Łazarewicz po konsultacji z Tuchaczewskim skierował tam 2 i 21 DS z odwodu armii. Decyzja ta ułatwiła zadanie gen. Galicy i płk Kocowi. 25 września 21 DGór. zmusiła do odwrotu 5 DS, 1 ppodh. opanował umocnienia między fortami 5 i 6 twierdzy Grodno. Grupa Monda zdobyła forty 13 i 13 a. 22 DOchot. opanowała fort 4. Sowieci bez walki opuścili forty 1, 2 i 3. 25 września wieczorem Tuchaczewski rozkazał 3 Armii wycofać się. W nocy 25/26 września 22 DOchot. wkroczyła do opuszczonego Grodna.
Równocześnie działająca na prawym skrzydle 2 Armii 3 DP Legionów. odrzuciła 11 i 16 Dywizję Strzelców i sforsowała Świsłocz.
11 Dywizja Strzelców poniosła duże straty w walkach pod Brzostowicą Wielką. Polacy rozbili jej 93 i 97 pułk strzelców i zagrozili sztabowi dywizji. Dowódca 11 Dywizji Strzelców został ranny i ratował się ucieczką.
Boje o Grodno wpłynęły na rezultaty operacji niemeńskiej. Spóźnione działania Sowietów pod Grodnem zdecydowały o klęsce 3 Armii Łazariewicza.

#### Kontruderzenie Armii Czerwonej
22 września do walki weszły odwody 3 i 15 Armii. Trzy polskie dywizje (ok. 19 tys. żołnierzy, 124 działa) starły się z oddziałami sześciu dywizji nieprzyjaciela (około 20 tys. żołnierzy, 100 dział). Przed frontem 2 Armii Śmigłego-Rydza rozgorzały niezwykle zacięte walki. Wiele miejscowości parokrotnie przechodziło z rąk do rąk. Dywizja Ochotnicza płk. Koca odparła kilka ataków na Nowy Dwór i Rochaczew, Dywizja Górska walczyła pod Kuźnicą i Długosielcami. Natomiast 3 DP Leg. pod Brzostowicą Wielką i Małą odparła kilkanaście ataków oddziałów 11, 16 Dywizji Strzelców i 56 Samodzielnej Brygady Strzelców ściągniętej z frontu fińskiego.

#### Sygnał do ofensywy
23 września rozpoczęło się właściwe natarcie. Siły główne 2 Armii miały sforsować Niemen i opanować Grodno. Jednak zacięty opór przeciwnika uniemożliwił realizację zadań.
21 Dywizja Górska walczyła krwawo pod Indurą i Odelskiem, w Bitwie pod Bilwinami (w pobliżu których na linii osi pobliskiej rzeki Przerwa stał w dniach 11–23 września 1920 r. front pozycyjny bitwy niemeńskiej) z sowiecką 6 i 56 dywizją.
22 Dywizja Ochotnicza, dopiero wieczorem doszła lewym skrzydłem do Niemna na północ od Grodna. 205 pułk piechoty ochotniczej mjr. Bernarda Monda pod osłoną nocy uchwycił na wpół zniszczony most pod Hożą i rozpoczął przeprawę przez Niemen. Niestety, na skutek braku łączności, sukces ten nie został wykorzystany we właściwym czasie.
Pod Brzostowicą Wielką 3 DP Leg odpierała falowe ataki przeciwnika.
Dopiero 24 września zauważono pierwsze oznaki osłabienia kontrataków. Na stronę polską zaczęli przechodzić czerwonoarmiści narodowości ukraińskiej i białoruskiej. Napłynął też meldunek o sforsowaniu Niemna przez oddziały mjr. Monda, który to samodzielnie ruszył na południe, zbliżając się do fortów Grodna. 2 Brygada Jazdy otrzymała rozkaz dołączenia do oddziałów 205 pp.
25 września Rosjanie opuścili zachodni brzeg Niemna.

### Uderzenie z północy
22 września rozpoczęła działania Grupa Manewrowa (Uderzeniowa) 2 Armii.
Na czele grupy szła 4 Brygada Jazdy ppłk. Adama Nieniewskiego i zmiatała próbujące stawiać opór oddziały litewskie. 23 września zdobyła nienaruszony most na Niemnie w Druskiennikach.
1 DP Leg w sześciogodzinnej bitwie rozbiła 22 września dwa litewskie pułki piechoty, wzięła przeszło 1700 jeńców, 12 armat i wyzwoliła Sejny. 23 września dywizja stanęła w Druskiennikach, a 24 września zajęła Marcinkańce. W międzyczasie 1 Dywizja Litewsko-Białoruska gen. Rządkowskiego z 2 Brygadą Jazdy rozbiła litewski 7 pułk piechoty i dotarła do Porzecza.
Dalsze działanie Grupy uzależnione było jednak od rozwoju sytuacji na kierunku centralnym w rejonie Grodna. Brak powodzenia wojsk polskich w walkach o Grodno skłonił Piłsudskiego do zatrzymania natarcia Grupy Manewrowej na Lidę i zamiar jej użycia w bitwie o Grodno. Sowieci z dużym opóźnieniem dowiedzieli się o działaniach rajdowych Grupy Manewrowej i nie potrafili określić jej zamiarów. Ich celem było zniszczenie Grupy Manewrowej. W tym celu, za cenę obrony pozycji na Niemnie (walczyły tu dwie dywizje strzelców) utworzyli zgrupowanie w składzie trzech dywizji. Jednak na skutek braku właściwego rozpoznania (m.in. brak lotnictwa) uderzyli w miejsce, gdzie Polaków już nie było, a osłabiona obrona pozycji Niemna nie wytrzymała polskiego natarcia. Tuchaczewski zmuszony był wydać 25 września rozkaz do odwrotu. Decyzja ta miała ogromne znaczenie dla trwającej operacji niemeńskiej.

#### Kierunek Lida
Piłsudski dowiedziawszy się o odwrocie bolszewików nakazał natychmiast Grupie Manewrowej marsz na Lidę. 25 września Grupa Manewrowa otrzymała rozkaz marszu, przy czym rozkaz dotarł do poszczególnych oddziałów z dość dużym opóźnieniem. Straconego czasu nie udało się odrobić. Gen. Śmigły-Rydz w rozkazie operacyjnym nr 60 postawił zadania podległym związkom taktycznym. 1 Dywizja Litewsko-Białoruska miała do 27 września osiągnąć rejon Papiernia – Skrzybowce, a 1 DPLeg i 4 Brygada Jazdy opanować Lidę i przeciąć drogę odwrotu cofającej się 3 Armii Łazariewicza. Związki taktyczne Grupy działając pojedynczo blokowały jedynie odwrót 3 Armii.
26 września 1 DP Leg płk. Dąb-Biernackiego zaskoczyła cofające się kolumny 21 Dywizji Strzelców pod Raduniem. Nieprzyjaciel poniósł ogromne straty i musiał zmienić kierunek odwrotu. Od zupełnego rozbicia uratowało go odebranie przez jednostki polskie rozkazu (nr 60) uderzenia na Lidę.

#### Walki o Lidę
Płk Dąb-Biernacki niezwłocznie przerwał walkę i ustalił z ppłk. Nieniewskim plan ataku na miasto:
- piechota legionowa miała uderzyć na Lidę od wschodu, przez Soroki – Chutne-Zarzecze i od północy przez Wielkie Sioło
- jazda obchodziła miasto od wschodu przez Dubrownę.

1 Dywizja Litewsko-Białoruska gen. Rządkowskiego, chcąc wykonać odcięcie 3 Armii, zgodnie z przyjętymi wcześniej założeniami ruszyła w kierunku rzeki Lebiody, gdzie zaatakowała siły Łazariewicza, w tym jego sztab. Łazariewicz, ratując się ucieczką, zawrócił część sił wycofującej się Armii. Uderzyły one na idący w 1 rzucie Miński Pułk Strzelców. Rozgorzała walka, która przeszła do historii jako bój pod Krwawym Borem. Polacy byli zbyt słabi, by odciąć 3 Armię. Ponowną próbę jej odcięcia dokonała 1 DP Leg., przy współdziałaniu z 4 Brygadą Jazdy pod Lidą. W czasie bitwy prowadzonej 28 września i w nocy 28/29 września próbującym przebić się na wschód sowieckim dywizjom 3 Armii Polacy zablokowali drogę odwrotu i zadali dotkliwe straty. Polacy nie zdołali jednak okrążyć i rozbić oddziałów sowieckich, które ostatecznie weszły w strefę odwrotu 15 Armii.
W wyniku walk 1 Brygada Litewsko-Białoruska poniosła dotkliwe straty. Jednak bój pod Krwawym Borem zdezorganizował system dowodzenia Armią Łazariewicza. Sztab został zmuszony do ucieczki do Lidy i stracił kontakt z podległymi mu jednostkami. Nade wszystko zaś bitwa opóźniła o kilka godzin marsz 3 Armii. To zaś pozwoliło 1 DP Leg i 4 Brygadzie Jazdy ubiec nieprzyjaciela i zająć Lidę. Rano 28 września na miasto uderzył 6 pułk piechoty Legionów i opanował je po krótkiej walce. Sztab Łazariewicza po raz drugi musiał ratować się ucieczką.
Zanim jednak oddziały polskie zdołały obsadzić zachodni skraj miasta, na Lidę uderzyły idące w awangardzie pułki 5 Dywizji Strzelców 3 Armii. Przełamały one obronę 2 batalionu 6 pp Leg i 2 batalionu 1 pp Leg i wdarły się do centrum miasta. Rozgorzały zaciekłe walki uliczne, w których obie strony ponosiły duże straty.
W południe dowódca 1 DP Leg wprowadził do walki swój odwód. Działa 1 pap Leg. prowadziły ogień na wprost. Przeprowadzony z rozmachem kontratak 1 i 3 batalionu 6 pułku piechoty Legionów zmusił nieprzyjaciela do pośpiesznego odwrotu. Pobita 5 Dywizja Strzelców osłaniając się strażą tylną zaczęła omijać Lidę od południa.
W wyniku walk stoczonych pod Lidą i samym mieście Polacy wzięli do niewoli ok. 10 tys. jeńców. W ręce Polaków wpadło 25 dział, 52 karabiny maszynowe, 2 tys. wozów taborowych i 137 koni. Straty własne 41 zabitych i 205 rannych. W wyniku zwycięstwa pod Lidą, mimo nierozgromienia przez 2 Armię polską sił 3 Armii bolszewickiej, bitwa miała ogromny wpływ na operację nad Niemnem. Działania Grupy Manewrowej przyczyniły się do zwycięstwa w operacji niemeńskiej.
Walki żołnierzy polskich o Lidę zostały upamiętnione na Grobie Nieznanego Żołnierza w Warszawie napisem na jednej z tablic w II Rzeczypospolitej i po 1990 roku: „LIDA 16 IV 1918 – 28 IX 1920”.

### Bój o Wołkowysk

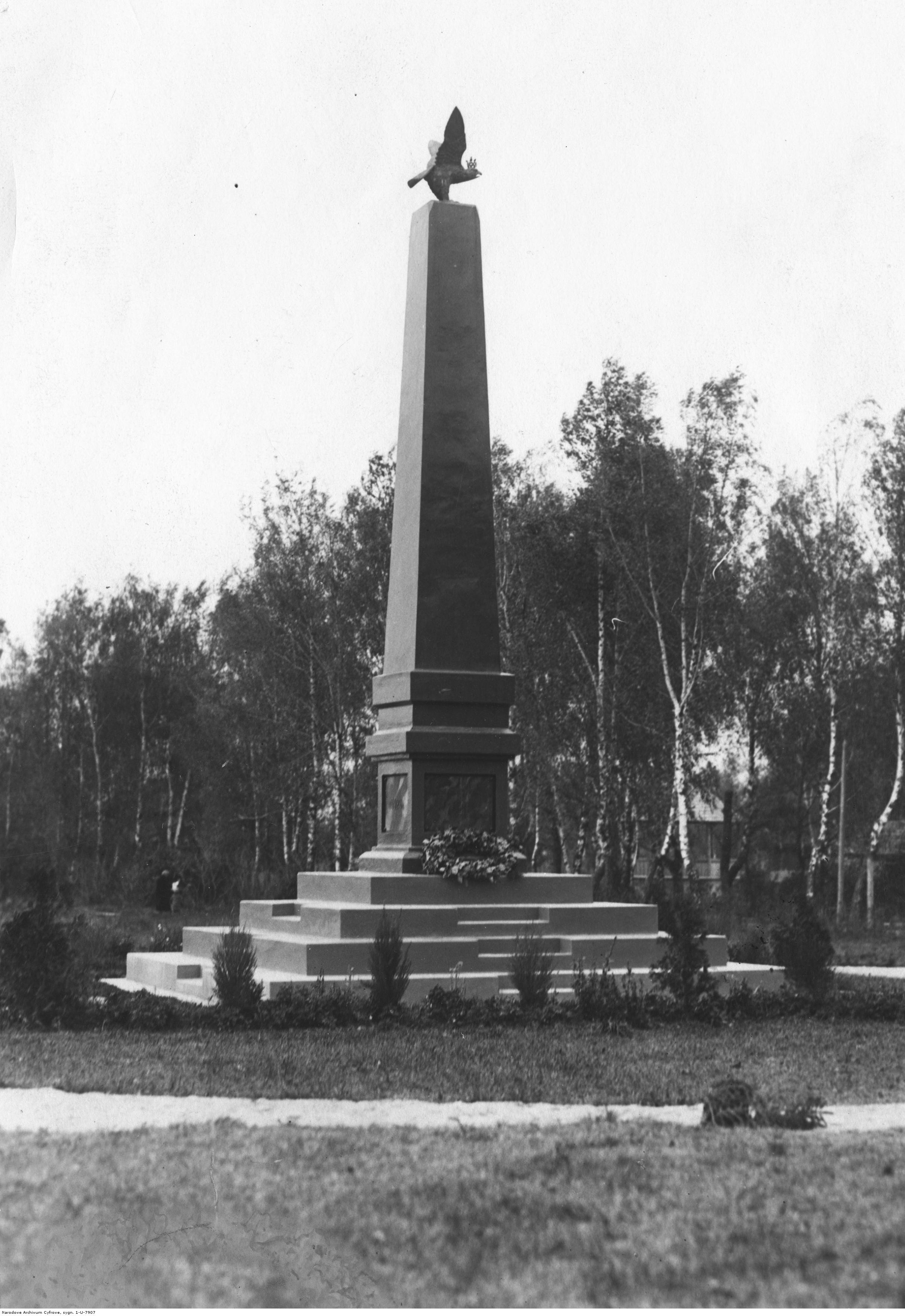
Wołkowysk – pomnik ku czci poległych w latach 1918–1920

23 września działania zbrojne rozpoczęła wydzielona ze składu polskiej 4 Armii Grupy gen. Władysława Junga w składzie 15 DP Wielkopolskiej, 4 BP Leg., 18 pułk (w stanie bojowym ok. 8900 żołnierzy, 44 działa lekkie, 8 dział ciężkich, 253 cekaemy, 2 pociągi pancerne).
Rejonu Wołkowyska broniła 48 Dywizja Strzelców (DS), tworząca lewe skrzydło 16 Armii sowieckiej. 20 września dowództwo sowieckie próbowało uprzedzić uderzenie sił polskich na sowiecką 48 DS. 21 września uderzyła w rejonie Świsłoczy 143 BS ze składu 48 DS. Natarcie załamało się i 143 BS wycofała się, skutkiem czego powstała luka pomiędzy 15 i 16 Armiami sowieckimi. Lukę Sowieci przykryli siłami 56 BS. W ten sposób przed frontem Grupy gen. Junga znalazły się 48 DS i 56 BS, łącznie ok. 7500 żołnierzy, 16 dział, 90 ckm i pociąg pancerny. Żołnierze 48 DS byli nowo wcielonymi, 56 BS przegrupowanymi z granicy fińskiej. Pierwsi nie mieli ochoty do walki, a drudzy brak doświadczenia bojowego. W rej. Zelwianki Sowieci mieli w odwodzie 27 DS – jedną z najlepszych dywizji Armii Czerwonej. Gen. Jung podzielił swoje siły na trzy grupy. Grupa płk. Gałeckiego; skład XXX BP (61 i 62 pp), 2 dywizjon 5 pap, dwie baterie 3 dywizjonu 15 pap, 1 i 2 bateria 15 pac, dwa pociągi pancerne, miała nacierać na północ od Świsłoczy, po obu stronach linii kolejowej na Wołkowysk i do końca dnia zająć Wołkowysk. Grupa płk St. Wrzalińskiego – XXIX BP (60 i 59 pp), 18 puł, 1 dywizjon 15 pap i jedna bateria 3 dywizjonu 15 pap otrzymała rozkaz uderzenia z rejonu Łaszewicz na Werdomicze – Jasionowicę i wsparcie natarcia XXX BP. Oddzielną Grupę tworzyła 4 BPLeg. oraz 215 puł. 4 Brygada miała nacierać na Kołłątajów, a stąd na Wołkowysk lub na węzeł kolejowy Mosty, w zależności od sytuacji. Mosty miały być celem uderzenia 3 DPLeg. 215 puł służył jako łącznik Grupy gen. Junga z 3 DPLeg.
23 września rozpoczęła uderzenie Grupa gen. Junga. Natarcie polskie wykonane było głównie przez XXIX i XXX Brygadę Piechoty ze składu 15 DP. Było ono dużym zaskoczeniem dla Tuchaczewskiego. Sądził on, że Polacy wszystkie siły skierowali na Grodno i Brzostowicę. Grupa płk Gałeckiego przerwała front 143 BS i wzięła ok. tysiąca jeńców, bez strat własnych. Gdy na Izabelin wyszło natarcie 59 pp z grupy płk S. Wrzalińskiego, bolszewicy przystąpili do odwrotu na całym froncie. Późnym wieczorem Grupa płk Gałeckiego wkroczyła do Wołkowyska, 59 pp opanował Izabelin, a 60 pp Jesionowicę. Utrata ważnego węzła kolejowego zaalarmowała dowództwo 15 Armii. Wieczorem tego dnia gen. August Kork skierował do kontruderzenia odwodową 27 DS. Pojawienie się w nocy 23/24 września straży przednich 27 DS zaskoczyło gen. Junga. Część oddziałów 27 DS uwikłało się o świcie 24 września w bitwę z 18 Pułkiem Ułanów, dzięki czemu pierwsze ataki XXX BP odparła, jednak przed południem przeciwnik skoncentrował tu główne siły dywizji i rozpoczął koncentryczne uderzenie na miasto. Około północy uderzyła 79 BS, obchodząc Wołkowysk jednym pułkiem od zachodu. Ze wschodu 80 DS z jednoczesnym obejściem miasta od południowego wschodu. 81 BS kierowała się na Izabelin, osłaniając południowe skrzydło 80 BS. Siłom tym gen. Jung przeciwstawił: w Wołkowysku 1 i 2 bataliony 62 pp, 1 i 3 bataliony 61 pp, pięć baterii 15 pap, 1 i 2 baterie 15 pac. Jesionowicę bronił 60 pp, 1 i 7 bateria 15 pap, Janysze 2 batalion 61 pp, Izabelin 1 i 3 bataliony 59 pp z dwiema bateriami 15 pap. Wczesnym popołudniem bitwa rozgorzała przed całym frontem 15 DP. Ciężki bój pod Szydłowicami stoczył 4 ppLeg. Gen. Jung udał się pod Szydłowice i po nadejściu 24 pp poderwał do kontrnatarcia 4 BPLeg, co zdezorganizowało natarcie bolszewików. 61 pp zaczęło brakować amunicji i przeciwnik przełamał jego obronę na styku 1 i 3 batalionu i wdarł się do Wołkowyska i po dwugodzinnych walkach zmusił Polaków do ewakuacji z miasta. Wieczorem płk Gałecki wydał rozkaz wycofania XXX BP na linię Rosi. O godz. 21.00 oddziały 15 DP odeszły na zachodni brzeg Rosi, kończąc walki o Wołkowysk.
Straty polskie: 53 poległych, 253 rannych, 60 zaginionych, 4 działa. Straty sowieckie: ok. 700 poległych i rannych, 1308 jeńców, 3 działa, 7 ckm.
Mimo porażki i odwrotu Grupa gen. Junga wykonała swoje zadanie i odegrała dość istotną rolę w operacji. Związała walką kolejną dywizję odwodową 15 Armii, zaangażowała do walki odwód 16 Armii i odciążyła 3 DP Leg. Pozwoliło to dywizji gen. Berbeckiego zwyciężyć w bitwie o Brzostowicę i opanować Mostów, a 24 września przejść do natarcia w kierunku Niemna. Wobec krytycznego położenia 15 i 16 Armii sowieckich, 27 DS otrzymała 25 września rozkaz opuszczenia Wołowyska. Kilka dni później pod Skrobowem 18 pułk przerwał obronę sowiecką, co umożliwiło polskiej 15 DP kontynuowanie pościgu za uchodzącymi armiami bolszewickimi.

### Pościg na południu
Sukces Polaków pod Lidą umożliwił przystąpienie do kolejnego etapu operacji, dwustronnego okrążenia wojsk Frontu Zachodniego Tuchaczewskiego w rejonie Baranowicz. Po stwierdzeniu, że nieprzyjaciel rozpoczął odwrót (26 września), Piłsudski rozpoczął realizację planu okrążenia wojsk Frontu Zachodniego. W rejonie Pińska 26 września Grupa Kawalerii gen. Franciszka Krajowskiego z 3 Armii zagroziła Sowietom podwójnym okrążeniem. 27 września oddziały 4 Armii zajęły Pińsk, odcinając 4 Armię sowiecką od reszty sił Frontu zachodniego. Zmusiło to bolszewików do szybkiego odwrotu. 4 Armia polska wkrótce dotarła do Szczary. 28 września 4 Armia zgrupowała swe dywizje do natarcia na ważny węzeł kolejowy Baranowicze. W rejon Słonima wyszły 14 i 15 DP, a za nimi w odwodzie 16 DP. 29 września rozpoczęto uderzenie prawego skrzydła 4 Armii Skierskiego wzdłuż szosy słuckiej w kierunku na Baranowicze. Od północy miasto atakował 15 pułk ułanów. Równoczesne natarcie sił głównych 2 Armii Śmigłego-Rydza na to miasto miało doprowadzić do zamknięcia pierścienia właśnie w rejonie Baranowicz i opanowania Baranowicz 30 września 1920 r. 11 DP osiągnęła linię Połonka – Tartak i doszła do Miłowid.

## Lotnictwo w operacji niemeńskiej

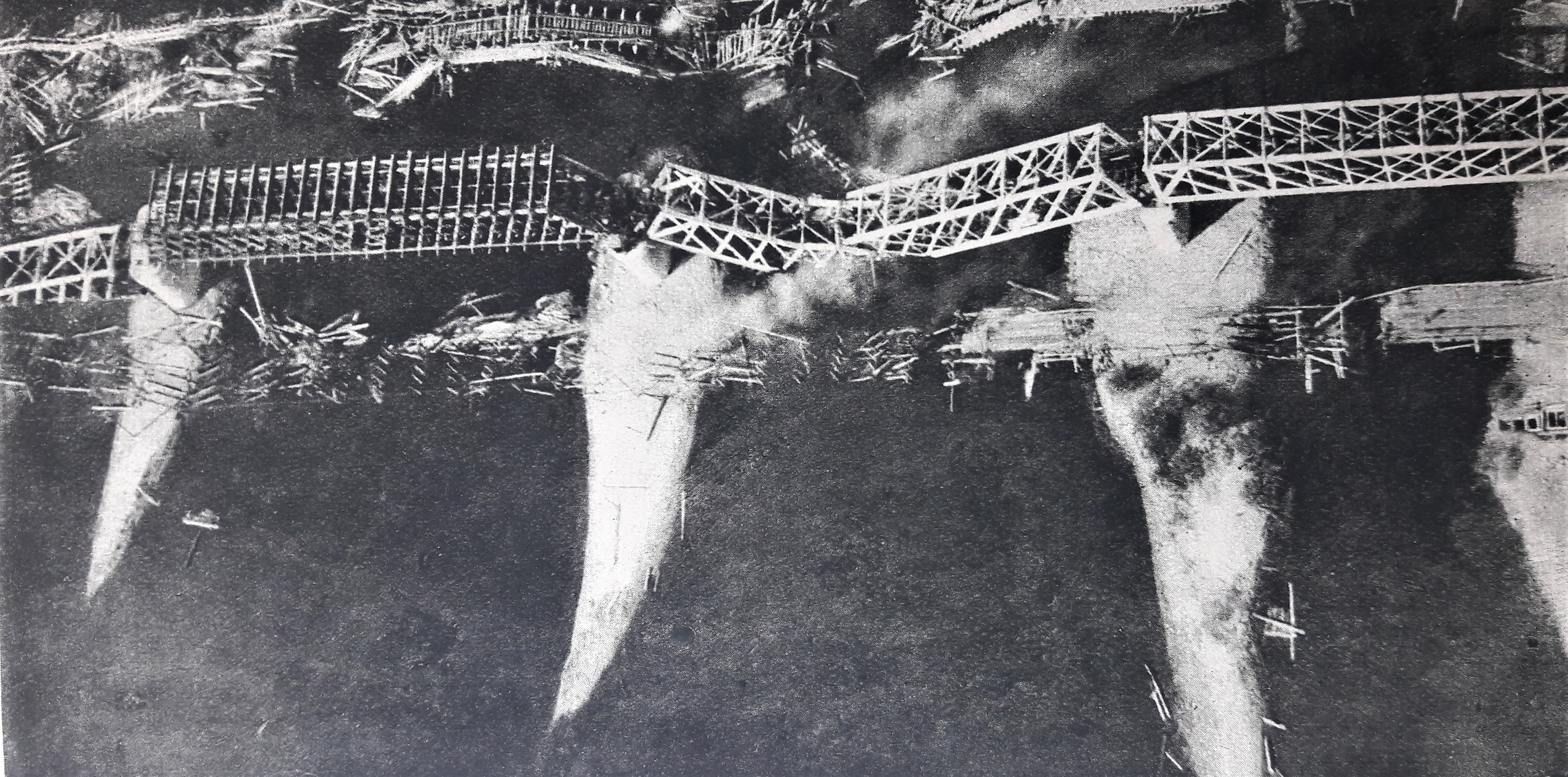
Zniszczone mosty na Niemnie – zdjęcie wykonała 30 IX 1920 załoga kpt. pilot Teofil Dziama i ppor. obs. Michał Blaicher

W czasie operacji we wrześniu 1920 r. na północy, działania lotnictwa były przygotowane skrupulatniej niż w czasie kontruderzenia znad Wieprza. Zorganizowano podział eskadr na armie. Wykonująca zadania na głównym kierunku uderzenia 2 Armia gen. E. Śmigłego-Rydza otrzymała cztery najsilniejsze eskadry, z zadaniem rozpoznania przepraw na Niemnie pod Druskiennikami. 4 Armia gen. L. Skierskiego trzy eskadry. Po raz pierwszy dowództwa armii wyznaczyły lotnictwu zadania bojowe. Do zadań należało rozpoznanie, bombardowanie i prowadzenie działań szturmowych szczególnie podczas forsowania i pokonywania przeszkód wodnych. W operacji niemeńskiej walczyło osiem eskadr lotniczych z których siedem podzielono pomiędzy dwie armie, 2 Armia – 1 Eskadra Wywiadowcza, 12 Eskadra Wywiadowcza, 13 Eskadra Myśliwska i 16 Eskadra Wywiadowcza, 4 Armia – 10 Eskadra Wywiadowcza, 17 Eskadra Wywiadowcza i 19 Eskadra Myśliwska, jedna 3 Eskadra Wywiadowcza była podporządkowana sztabowi Naczelnego Wodza.
W związku z małą liczbą radiostacji lotnictwo miało także zadanie zabezpieczenia łączności z Grupą Manewrową 2 Armii, która wykonywała zagon na tyły przeciwnika.
Powodzenie walk zależało od przekazywania informacji między sztabem armii a dywizjami i brygadami. Rozpoznanie kierunku wycofania wojsk sowieckich pozwoliło Naczelnemu Wodzowi na wydanie rozkazu o przyspieszeniu pościgu i przegrupowaniu wojsk. Szybka informacja przekazana gen. Skierskiemu o sforsowaniu Niemna w rejonie Hoży, umożliwiła wydanie rozkazu o zmianie kierunku natarcia, co z kolei pozwoliło na szybkie opanowanie Grodna. W walkach brak było współdziałania piechoty z lotnictwem. Wojska lądowe nie oznaczały swoich oddziałów, co zmuszało pilotów do dokonywania dodatkowych przelotów do określenia „swój” – „obcy”. Niejednokrotnie dochodziło do ostrzelania przez własna piechotę polskich samolotów.
W operacji straty w polskich eskadrach wyniosły: 1 zabity, 8 rannych i 17 uszkodzonych samolotów.
Walki lotników polskich nad Niemnem zostały upamiętnione po 1990 r. na jednej z tablic poświęconych lotnikom na Grobie Nieznanego Żołnierza w Warszawie napisem „OPERACJA NIEMEŃSKA NAD NIEMNEM SIERPIEŃ – WRZESIEŃ 1920”.

## Epilog
Bitwa nad Niemnem, umożliwiająca (po zajęciu Kuźnicy, Odelska i Indury) zdobycie ufortyfikowanego Grodna, to ostatnia wielka bitwa wojny polsko-bolszewickiej. Armia Czerwona poniosła kolejną po bitwie warszawskiej wielką klęskę. Od bitwy nad Niemnem trudno mówić o wojnie z Armią Czerwoną – był to już pościg za jej maruderami. 29 września dywizja gen. Krajowskiego zdobyła Pińsk, biorąc do niewoli 3 tysiące jeńców, w tym sztab 4 Armii. Następnego dnia pułki wielkopolskie zdobyły Baranowicze, biorąc ponad tysiąc żołnierzy do niewoli. 12 października Polacy zdobyli Mołodeczno, a 14 października Mińsk. Na froncie południowym 8 Brygada Jazdy płk. Juliusza Rómmla zdobyła Korosteń, rozbijając 17 Brygadę Sowiecką. Wzięto wówczas 8 tysięcy jeńców. Zdobycie Korostenia stanowiło punkt wypadowy do ataku na Kijów.
Bitwa nad Niemnem zniweczyła ostatecznie bolszewickie plany zawładnięcia Polską – po bitwie warszawskiej Armia Czerwona szybko odbudowała swoje siły i była gotowa do dalszej walki.
Miała olbrzymi wpływ na przebieg rokowań pokojowych w Rydze. Delegacja sowiecka była zmuszona odstąpić od wcześniej stawianych warunków, które godziły w godność i suwerenność państwa polskiego. W wyniku zakończonej zwycięsko bitwy nad Niemnem i traktatu ryskiego Polska otrzymała (odzyskała) 114 tys. km² i ok. 4 mln ludności ponad tzw. linię Curzona. Granica II RP przebiegająca Dźwiną, Dzisną, błotami Polesia i linią Zbrucza na południowym wschodzie odpowiadała w przybliżeniu granicom Polski sprzed III rozbioru.
Front Zachodni przestał stanowić zagrożenie dla Polski. Nie był nawet w stanie zahamować marszu wojsk polskich na wschód.
W ręce polskie dostało się 40 tys. jeńców, 140 dział, dużo sprzętu i zapasów wojennych.

## Organizacja wojsk

### Wojsko Polskie

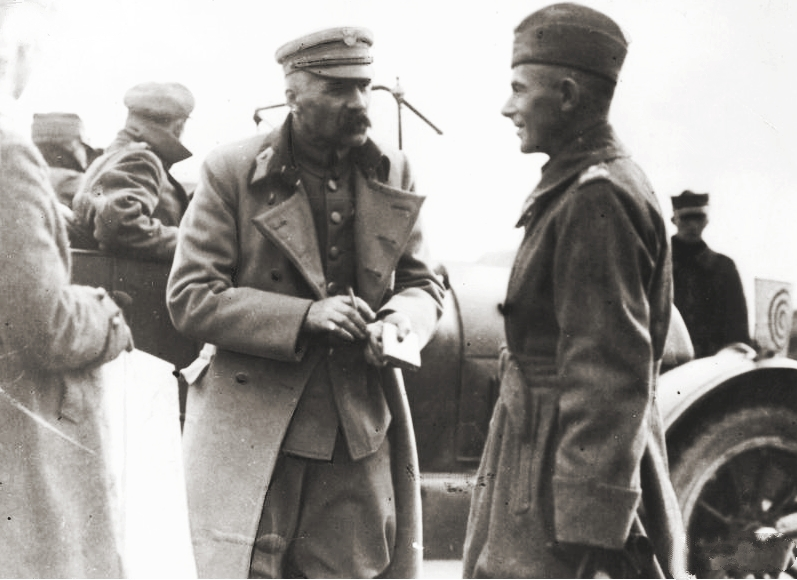
Piłsudski i Śmigły-Rydz w czasie wojny polsko-bolszewickiej w 1920

Kierownictwo operacyjne nad 2 i 4 Armią sprawował Naczelny Wódz, Józef Piłsudski.
- 2 Armia gen. por. Śmigłego-Rydza (stan bojowy 44 tys. żołnierzy):
  - Grupa Frontowa:
    - 3 Dywizja Piechoty Legionów,
    - Dywizja Górska,
    - Dywizja Ochotnicza,

  - Grupa Skrzydłowa:
    - 1 Dywizja Piechoty Legionów,
    - 1 Dywizja Litewsko-Białoruska,
    - 2 Brygada Jazdy gen. bryg. Zdzisława Kosteckiego
    - 4 Brygada Jazdy ppłk SG Adama Nieniewskiego

  - 17 Dywizja Piechoty,
  - Grupa Artylerii Ciężkiej gen. Ledóchowskiego.

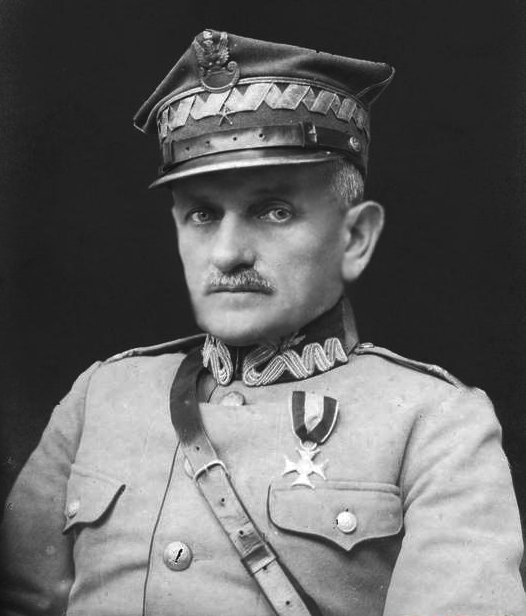
Dowódca 4 armii – gen. Skierski

- 4 Armia gen. ppor. Skierskiego (stan bojowy 23 tys. żołnierzy):
  - Grupa gen. Junga:
    - 15 Dywizja Piechoty,
    - XXIX Brygada Piechoty,
    - IV Brygada Piechoty Legionów,
    - 18 Pułk Ułanów,
    - 215 Ochotniczy Pułk Ułanów,

  - 11 Dywizja Piechoty,
  - 14 Dywizja Piechoty,
    - 32 pułk piechoty,
    - 15 pułk ułanów

  - 16 Dywizja Piechoty,

- Odwód Naczelnego Wodza (stan bojowy 30 tys.):
  - 2 Dywizja Piechoty Legionów (bez IV BP),
  - 4 Dywizja Piechoty,
  - 9 Dywizja Piechoty,
  - 10 Dywizja Piechoty,
  - 3 Brygada Jazdy
  - 34 pułk piechoty,
  - 213 ochotniczy pułk piechoty (policyjny).

### Armia Czerwona

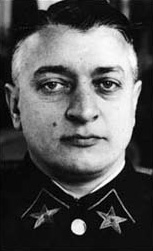
Michaił Tuchaczewski

Front Zachodni gen. Michaiła Tuchaczewskiego (ok. 100 tys., 220 dział)
- 3 Armia Władimira Łazariewicza
  - 2 Dywizja Strzelców
  - 5 Dywizja Strzelców
  - 6 Dywizja Strzelców
  - 21 Dywizja Strzelców
  - 56 Dywizja Strzelców
  - 33 Dywizja Kubańska

- 15 Armia Augusta Korka
  - 11 Dywizja Strzelców
  - 16 Dywizja Strzelców
  - 27 Dywizja Strzelców
  - Oddział „Wochra” (Wojska Obrony Wewnętrznej Republiki), (równowartość dywizji strzeleckiej)

- 16 Armia Nikołaja Sołłohuba
  - 8 Dywizja Strzelców
  - 10 Dywizja Strzelców
  - 17 Dywizja Strzelców
  - 48 Dywizja Strzelców

- 4 Armia Aleksandra Szuwajewa[6] (dawna Grupa Mozyrska)
  - 19 Dywizja Strzelców
  - 55 Dywizja Strzelców
  - 57 Dywizja Strzelców
  - 17 Dywizja Kawalerii